# Crazy Love (나카모리 아키나의 노래)
〈Crazy Love〉(크레이지 러브)는 일본의 여가수 나카모리 아키나(中森明菜)의 48번째 싱글로 2010년 7월 13일에 발매하였다. (디지털 다운로드) 작사는 엔도 코조(遠藤幸三)와 가수인 나카모리가 Miran:Miran이라는 명의로 작업하였고, 작곡은 프레드릭 보스트럼(Fredrik Bostrom), 애나 노델(Anna Nordell), 칼 킨드봄(Calle Kindbom)이 담당하였고 유니버설 뮤직 재팬 소속의 레이블인 유니버설 시그마에서 출시되었다. 싱글이 출시된 날은 그녀의 생일이기도 한 날로 이 곡은 다이니치상회의 파칭코 게임 《CR 나카모리 아키나 가희전설 ~사랑도 두 번째라면~》(CR中森明菜・歌姫伝説〜恋も二度目なら〜)에 수록된 곡이기도 하다. 디지털 다운로드 방식으로만 배포되었다.

## 수록곡
| #            | 제목               | 작사                   | 작곡                                         | 재생 시간 |
| ------------ | ------------------ | ---------------------- | -------------------------------------------- | --------- |
| 1.           | 〈〈Crazy Love〉〉 | 엔도 코조, Miran:Miran | Fredrik Bostrom, Anna Nordell, Calle Kindbom | 3:30      |
| 총 재생 시간 | 총 재생 시간       | 총 재생 시간           | 총 재생 시간                                 | 3:30      |